# Телецкое
Телецкото езеро (Алтън Кьол) (на руски: Телецкое озеро) е голямо сладководно езеро в Азиатската част на Русия, разположено в североизточната част на Република Алтай. С площ от 227,3 km2 е най-голямото езеро в Република Алтай и 55-о по големина в Русия. Името Телецко езеро е дадено преди близо 400 години от първите руски първопроходци, по името на местните алтайски племена телеси (телеути). Те от своя страна го наричат от векове Алтън Кьол, „Златно езеро“. Много изследователи по редица признаци (генезис на котловината, химически състав на водата, дълбочина, хидроложки режим и др.) го наричат „Малък Байкал“.

## Географска характеристика

### Местоположение, формиране
Телецкото езеро е разположено на границата между планината Алтай на запад и планината Западни Саяни на изток, в североизточната част на Република Алтай, на 434 m н.в. От всички страни е обкръжено от залесени, скалисти хребети: на изток – високопланинския хребет Корбу с височини до 2500 m; на югоизток – разклоненията на Телецкия хребет (над 1400 m); на юг – Чулишманското плато (над 2000 m); на запад – разклоненията на хребета Алтънту (Монарги, Карабел); на север – хребета Торот (1200 – 1300 m).
Формирането на Телецкото езеро започва преди около 1 млн. години. Дискусиите за произхода на езерната котловина продължават. Ясно се открояват три направления за обясняване на нейния генезис: ерозионен (флувиален), ледников и рифтов (тектонски). По мнението на много автори, езерната котловина представлява рифтов разлом, обработен през кватернера от Чулишманския ледник.

### Географски параметри
Площта на езерното огледало е 227,3 km2. Езерото има форма на обърната наляво буква „Г“ и се състои от две части: меридионална, южна, с дължина 50 km и паралелна, северна, с дължина 28 km, обща дължина 78,6 km и максимална ширина 5,2 km. Тези две части са различни по морфометрични характеристики, строежа на дъното и бреговете, климатични, ледовотермични и други особености. На мястото където се събират е открит подводен праг (хребет) с дължина около 2 km и през 1971 г. е назован на името на София Григориевна Лепнева, ръководител на експедицията на Държавния хидроложки институт изследвала езерото от 1928 до 1934 г. По строежа на дъното и разпределението на дълбочините езерото също може да се раздели на два отделни басейна: основен, южен с дълбочини от 100 до 325 m, и плитководен, северозападен с дълбочини от 10 до 40 m. Обемът на водната маса е 41,1 km3.

### Брегова линия, заливи, острови
Бреговата линия на Телецкото езеро е с дължина над 180 km и е праволинейна, много слабо разчленена. Бреговете са предимно стръмни, скалисти, на места отвесни, като тук-таме в устията на реките се срещат равнинни участъци. Има само два по-големи залива – Камга на североизток, където се влива река Камга и Кигински на югоизток при устието на река Кига. В близост до нос Айран има малък остров, а в делтата на река Чулишман е остров Камаин (най-голям в езерото). По високите и стръмни източни и западни брегове има много водопади: на източния бряг – Корбу (12,5 m), Голям Шалтан (до 20 m), Киште (8 m), Аюкепчес; на западния бряг – Чодор (Чоодор), Естюба. Практически на всички реки вливащи се в него има малки водопади с височина 5 – 7 m.

### Водосборен басейн, притоци
Водосборният басейн на Телецкото езеро е доста голям 25 900 km2. На запад и югозапад граничи с водосборния басейн на река Катун, лява съставяща на Об, на изток – с водосборните басейни на реките Хемчик (Кемчик) и Абакан, леви притоци на Енисей, на югоизток – с водосборните басейни на река Кобдо и други по-малки, вливащи се в езерата разположени в Котловината на големите езера в Западна Монголия.
Телецкото езеро е проточно. То се подхранва от над 70 реки и ручеи, стичащи се от околните планини. Основни притоци са реките: Чулишман, вливаща се от югозапад и внасяща около 67% от всичката вода, Кокши – от изток, Кига – от югоизток, Голяма Чили – от запад, Камга – от североизток, Колдор, Челюш, Самиш, Малка Чили и др. Голяма част от реките вливащи се в него водят началото си от малки високопланински езера, които наброяват над 2200 във водосборния басейн на езерото. От северозападния ъгъл на Телецкото езеро, при селата Артибаш и Йогач изтича река Бия, дясна съставяща на голямата река Об, вливаща се в Карско море. Ежегодно река Бия изнася от езерото 7 km3 вода, като пълният водообмен става за 5 – 7 години.

### Хидроложки показатели
Стръмните планински склонове продължават и под водата, в т.ч. и под дънните наслаги. Основна част от дъното е покрито с тиня, която се образува от рохкавите наноси внасяни от реките. В южната част мощността на дънните наслаги превишава 800 m. Сезонните колебания на езерното ниво достигат 3 – 5 m, максимални – 6,1 m, а денонощните през месец юни са 0,5 – 0,6 m. Повишаването на езерното ниво продължава от април до юни, след това има плавен спад, нарушаван епизодично от поройни дъждове от юли до октомври. Най-високо езерно ниво се наблюдава през юни, когато е снеготопенето в околните планини, а най-ниско – през март, преди ледотопенето.
За Телецкото езеро е характерен разтегнат до 4,5 месеца период на замръзване, продължаващ от първата десетдневка на ноември до февруари и март. Северната част на езерото замръзва ежегодно, а южната и преди всичко централната остават свободни от замръзване. В тези два участъка заледяване се наблюдава периодично на всеки 8 до 13 години, при много студени зими. Размразяване започва в края на април или началото на май. Дебелината на ледената кора достига до 65 см.
През летния сезон започва затоплянето на езерната вода. Практически затопляне се наблюдава само в горния 20 – 40 метров слой, а основната маса вода в дълбочина остава студена. В близост до брега температурата на повърхността на водата през август само в устието на река Чулишман и при нос Кирсай достига до 17 – 22 °C, а в останалите части е постоянно студена – 6 – 8 °C. На дълбочина над 100 m температурата на водата целогодишно е постоянна 3,7 – 4 °C.
Телецкото езеро се отнася към слабо минерализираните сладководни водоеми от хидрокарбонатния клас на калциевата група. Вадата му е чиста и през февруари и март силно прозрачна (до 15,5 m). През периода на пролетното пълноводие поради внасянето от реките на голямо количество наноси прозрачността пада до 0,9 m с изключения в устието на река Чулишман. През пролетта цветът на водата е жълтеникав, а през останалото време от годината – зеленикав с рН 7,3 – 7,6.

## Флора и фауна
Висшата водна растителност в езерото е слабо развита и поради стръмните брегове е развита предимно около устията на реките, където има по-плитки участъци. Околностите на езерото са покрити с гъсти иглолистни гори, представени от кедър, бор, лиственица, бреза и осика в съчетание с храстови и тревисти формации. Южно от езерото, в долината на река Киги е развита степната растителност.
Поради голяма дълбочина и ниската температура на водата Телецкото езеро е бедно на риба. В него обитават 18 вида риби. За разлика от животните обитаващи водите на езерото в неговите околности има богато животинско разнообразие. 70 вида бозайници (мечка, рис, собол, росомаха, вълк), над 200 вида птици, 10 вида земноводни и влечуги. В южната част на езерото, в делтата на река Чулишман гнездят множество прелетни и водоплаващи птици.

## Населени места, стопански значение
По бреговете на Телецкото езеро са разположени три села. В крайната северозападна част, при изтичането на река Бия са селата Артибаш и Йогач. В тях са изградени многофункционални туристически бази, организиращи водни, пешеходни и конни маршрути в района на езерото. В близост до село Йогач има дървообработващ комбинат. Малки туристически бази има и в района на нос Кирсай. На северния бряг на Телецкото езеро е разположено третото село Яйлю. Тук се намира управлението на Алтайския държавен природен биосферен резерват, основан през 1932 г. и заемащ десния бряг на езерото, до границата с Република Хакасия и Република Тува. Площта на резервата е 8812 km2, в т.ч. 117,6 km2 – акваторията на Телецкото езеро.

## Откриване и изследване
През 1641 г. руският казак, първопроходец Пьотър Собински се изкачва по река Об, като открива дясната съставяща я река Бия, изворът ѝ Телецкото езеро и вливащата се от юг него река Чулишман. През 1878 – 80 г. руският топограф Николай Ядринцев извършва първото точно геодезическо заснемане и топографско картиране на цялото езеро. От 1928 до 1934 г. в района на езерото работи голяма хидроложка експедиция възглавявана от София Григориевна Лепнева, която извършва комплексни хидроложки изследвания.

## Топографски карти
- Лист от карта M-45-IV Иогач. Мащаб: 1 : 200 000. Състояние на местността към 1980 год. Издание 1992 г.